# 野見山朱鳥
野見山 朱鳥（のみやま あすか、1917年（大正6年）4月30日 - 1970年（昭和45年）2月26日）は、福岡県出身の俳人。高浜虚子に師事、「菜殻火」主宰。本名は正男（まさお）。

## 略歴
福岡県直方市（当時は直方町）生。1935年、県立鞍手中学校卒業。結核で胸を患い、3年間の療養生活に入る。1938年に健康快復し、東洋精機に入社。1939年、鈴木千久馬絵画研究所夜間部に入り美術を学ぶ。1942年に病気が再発し、国立療養所「清光園」に入院、2年後さらに大牟田の「銀水園」に転地。この間に俳句を作り、1945年に高浜虚子に師事、「ホトトギス」に投句する。1946年には末崎ひふみ（野見山ひふみ）と結婚。同年、「ホトトギス」600号記念号の巻頭を取り注目される。
1948年、古賀晨生の後を受けて「飛蝗」の撰者。翌年「飛蝗」を「菜殻火」と改め主宰誌とする。同年「ホトトギス」同人。1952年、「菜殻火」を一旦解散した後、福岡から再刊。1958年、福田蓼汀の「山火」、橋本鶏二の「年輪」、波多野爽波の「青」とともに四誌連合会を発足させ、新人の顕彰に当たった。しかし、かねてより再発を繰り返していた肺の病が悪化し、晩年は療養を余儀なくされた。
1970年2月26日、肝硬変のため飯塚市の飯塚病院にて死去。享年52。

## 作風
- 火を投げし如くに雲や朴の花
- 生涯は一度落花はしきりなり
- 秋風や書かねば言葉消えやすし
- 曼朱沙華散るや赤きに耐えかねて
- つひに吾れも枯野のとほき樹となるか
- 眠りては時を失ふ薄氷

などが代表句。美術の才があった朱鳥は、同様に病弱のため画家の道を諦めた俳人川端茅舎に傾倒しており、茅舎と同じく「如く俳句」と呼ばれる「如く」を用いた句も多く作った。高浜虚子は朱鳥の第一句集『曼珠沙華』に寄せた序文の中で「曩（さき）に茅舎を失い今は朱鳥を得た」と書いて亡き茅舎と並べて称えた。他方第二句集『天馬』序文では客観写生と具体化が不十分だとして不満を書いたが、朱鳥はのち師との関係を保ちつつも客観写生の理念から離れ、「季題を通して永遠の生命に触れようとする詩精神」として「生命諷詠」を説き、独自の浪漫的な心象詠の道に進んだ。一方、病気がちであった朱鳥は生涯の多くを病床で過ごしており病床詠も多く作っている。

## 著書

### 句集
- 曼珠沙華（1950年）
- 天馬（1954年）
- 運命（1962年）
- 野見山朱鳥全句集（1971年。句集『幻日』『愁絶』を併録）

### 評論
- 純粋俳句（1949年）
- 忘れ得ぬ俳句（1952年）
- 続忘れ得ぬ俳句（1955年）
- 助言抄（1961年）
- 俳句への招待（1967年）
- 川端茅舎（1968年）
- 川端茅舎の俳句（1969年）

### 全集
- 野見山朱鳥全集（1990年）

## 関連文献
- 野見山ひふみ編 『野見山朱鳥の世界』 梅里書房、1989年